# 元加治村
元加治村（もとかじむら）は埼玉県の南西部、入間郡に属していた村。当初は高麗郡所属であった。

## 地理
- 河川：入間川

## 歴史
- 1889年（明治22年）4月1日 - 町村制施行により、野田村、仏子村が合併し高麗郡元加治村が成立する。
- 1896年（明治29年）4月1日 - 高麗郡が入間郡と統合し入間郡となる。
- 1943年（昭和18年）4月1日 - 飯能町、精明村、加治村、南高麗村と合併し入間郡飯能町を新設する。
- 1954年1月1日 - 飯能町の市制施行に伴い、旧村域が飯能市の一部となる。
- 1954年（昭和23年）4月1日 - 旧村域の部分が東金子村に編入、同日町制施行し西武町の一部となる。
- 1956年（昭和31年）9月30日 町の一部（旧東金子村）が1町3村と合併し武蔵町を新設するが、旧元加治村は西武町のまま残る。
- 1967年（昭和42年）4月1日 - 西武町が入間市に編入される。

## 交通

### 鉄道
- 武蔵野鉄道（現：西武鉄道）
  - 武蔵野線（現：池袋線）：仏子駅 - 元加治駅